# نصف قطر الانفجار
نصف قطر الانفجار هو المسافة من المصدر الذي سيتأثر في حال حدوث انفجار وعادة ما يكون نصف قطر الانفجار مرتبطًا بالقنابل، واللغم، والمقذوفات المتفجرة (القنابل الصاروخية) والأسلحة الأخرى التي يكون معها عبوة ناسفة.